# 後藤五郎治
後藤 五郎治（ごとう ごろうじ、1827年（文政10年1月）- 1897年（明治30年）10月9日）は、明治期の政治家。衆議院議員。名・畯、字・士喜、号・稼亭。五郎次の表記有り。

## 経歴
佐渡国加茂郡、のちの新潟県加茂郡新穂村（佐渡郡新穂村舟下を経て現佐渡市）で生まれた。北君養、圓山溟北に師事し漢学を修めた。
戸長、学区取締兼衛生取締、村長、新潟県会議員、佐渡中学校（現新潟県立佐渡高等学校）監事などを務めた。教育振興、相川鉱山開発などに尽力した。
1894年（明治27年）9月、第4回衆議院議員総選挙（新潟県第9区、大手倶楽部）で当選し、その後、進歩党に所属して、衆議院議員に1期在任した。議員在任中の1897年10月に死去した。